# Jarrian Jones
Jarrian Jones (Magee, 8 maggio 2001) è un giocatore di football americano statunitense che milita nel ruolo di cornerback per i Jacksonville Jaguars della National Football League (NFL).

## Carriera universitaria

### Mississippi State
Nella sua unica stagione a Mississippi State nel 2019, Jones disputò 11 partite, mettendo a segno 12 tackle, 2 passaggi deviati e un fumble recuperato. A fine anno decise di cambiare istituto.

### Florida State
Il 23 maggio 2020 Jones optò inizialmente di passare agli Ole Miss Rebels. Tuttavia una settimana dopo decise che avrebbe giocato con i Florida State Seminoles. Nelle prime tre stagioni fece registrare complessivamente 59 tackle, 7 passaggi deviati e 2 intercetti. Nel secondo turno della stagione 2023, Jones mise a segno il primo intercetto ritornato in touchdown in carriera sul quarterback Billy Wiles contro Southern Miss. Nella settimana 11 fece registrare l’intercetto della vittoria su Miami. La sua annata si chiuse con 25 placcaggi, di cui 5 con perdita di yard, 3 intercetti e un touchdown. A fine anno decise di passare tra I professionisti. Chiuse la carriera a Florida State con 44 presenze, 84 tackle, 15 passaggi deviati e 5 intercetti.

## Carriera professionistica

### Jacksonville Jaguars
Jones fu scelto nel corso del terzo giro (96º assoluto) del Draft NFL 2024 dai Jacksonville Jaguars. Debuttò come professionista subentrando nella gara del primo turno contro i Miami Dolphins mettendo a segno un placcaggio. La sua prima stagione si chiuse con 40 tackle, 2 sack, un intercetto e 8 passaggi deviati disputando tutte le 17 partite, di cui 4 come titolare.